# Дравсько (гміна)
Гміна Дравсько (пол. Gmina Drawsko) — сільська гміна у північно-західній Польщі. Належить до Чарнковсько-Тшцянецького повіту Великопольського воєводства.
Станом на 31 грудня 2011 у гміні проживало 6013 осіб.

## Територія
Згідно з даними за 2007 рік площа гміни становила 162.95 км², у тому числі:
- орні землі: 31.00%
- ліси: 61.00%

Таким чином, площа гміни становить 9.01% площі повіту.

## Населення
Станом на 31 грудня 2011:
| Опис     | Загалом | Загалом | Чоловіки | Чоловіки | Жінки | Жінки |
| -------- | ------- | ------- | -------- | -------- | ----- | ----- |
| одиниця  | осіб    | %       | осіб     | %        | осіб  | %     |
| все      | 6013    | 100     | 3025     | 50.31    | 2988  | 49.69 |
| міське   | 0       | 100     | 0        |          | 0     |       |
| сільське | 6013    | 100     | 3025     | 50.31    | 2988  | 49.69 |

## Сусідні гміни
Гміна Дравсько межує з такими гмінами: Велень, Вронкі, Дрезденко, Кшиж-Велькопольський, Серакув.